# Maurren Maggi
Maurren Maggi (ur. 21 czerwca 1976 w São Carlos) – brazylijska lekkoatletka, uprawiająca trójskok, skok w dal oraz na początku kariery bieg na 100 metrów przez płotki, złota medalistka olimpijska z Pekinu w skoku w dal, dwukrotna halowa medalistka mistrzostw świata.
Maurren Maggi jest trzykrotną złotą medalistką igrzysk panamerykańskich (1999, 2007, 2011) w skoku w dal i srebrną medalistką w biegu na 100 m przez płotki (1999).
22 sierpnia 2008 odniosła największy sukces w karierze. Startując w igrzyskach olimpijskich w Pekinie zdobyła złoty medal w skoku w dal, pokonując faworyzowaną Rosjankę Tatianę Lebiediewą o jeden centymetr, osiągając 7,04 m.
Jest żoną kierowcy wyścigowego Antônia Pizzonia, z którym ma córkę Sophię.

## Sukcesy
| Rok  | Zawody                    | Miasto     | Miejsce | Konkurencja | Wynik  |
| ---- | ------------------------- | ---------- | ------- | ----------- | ------ |
| 2003 | Halowe Mistrzostwa Świata | Birmingham | 3.      | Skok w dal  | 6,70 m |
| 2008 | Halowe Mistrzostwa Świata | Walencja   | 2.      | Skok w dal  | 6,89 m |
| 2008 | Igrzyska olimpijskie      | Pekin      | 1.      | Skok w dal  | 7,04 m |

## Rekordy życiowe
- Skok w dal – 7,26 (1999) rekord Ameryki Południowej
- Skok w dal (hala) – 6,89 (2008) rekord Ameryki Południowej
- Trójskok – 14,53 (2003) były rekord Ameryki Południowej
- Bieg na 100 metrów przez płotki – 12,71 (2001) były rekord Ameryki Południowej
- Bieg na 60 metrów przez płotki (hala) – 8,12 (2000) były rekord Ameryki Południowej